# Sean Lee
Sean Lee (Pittsburgh, Pensilvania, Estados Unidos, 22 de julio de 1986) es un exjugador profesional de fútbol americano de la National Football League que jugó en el equipo Dallas Cowboys, en la posición de Linebacker con el número 50.

## Carrera deportiva
Sean Lee proviene de la Universidad Estatal de Pensilvania y fue elegido en el Draft de la NFL de 2010, en la ronda número 2 con el puesto número 55 por el equipo Dallas Cowboys.
Actualmente se encuentra retirado como jugador, su último equipo fue los Dallas Cowboys.

## Estadísticas generales
| Tackles | Intercepciones | Sacks |
| 113     | 11             | 2.0   |